# Mittainvilliers-Vérigny
Mittainvilliers-Vérigny ist eine französische Gemeinde mit 800 Einwohnern (Stand 1. Januar 2022) im Département Eure-et-Loir in der Region Centre-Val de Loire. Sie gehört zum Kanton Illiers-Combray und zum Arrondissement Chartres.
Sie entstand mit Wirkung vom 1. Januar 2016 als Commune nouvelle durch die Zusammenlegung der bisherigen Gemeinden Mittainvilliers und Vérigny. Den ehemaligen Gemeinden wurde in der neuen Gemeinde der Status einer Commune déléguée nicht zuerkannt. Der Verwaltungssitz befindet sich im Ort Mittainvilliers.

## Gliederung
| Ortsteil                            | ehemaliger INSEE-Code | Fläche (km²) | Höhenlage (m) |     | Dichte (Einw. je km²) |
| ----------------------------------- | --------------------- | ------------ | ------------- | --- | --------------------- |
| Mittainvilliers (Verwaltungssitz)00 | 28254                 | 11,72        | 203–239       | 508 | 43,3                  |
| Vérigny                             | 28402                 | 13,04        | 177–236       | 302 | 23,2                  |

## Lage
Mittainvilliers-Vérigny liegt rund 15 Kilometer nordwestlich von Chartres.

## Bevölkerungsentwicklung
| Gemeinde                  | Einwohnerzahlen (Census) |      |      |      |      |      |      |      |      |      |
| Gemeinde                  | 1962                     | 1968 | 1975 | 1982 | 1990 | 1999 | 2006 | 2008 | 2011 | 2013 |
| ------------------------- | ------------------------ | ---- | ---- | ---- | ---- | ---- | ---- | ---- | ---- | ---- |
| Mittainvilliers           | 207                      | 215  | 210  | 304  | 362  | 390  | 527  | 432  | 487  | 508  |
| Vérigny                   | 187                      | 183  | 174  | 198  | 200  | 215  | 255  | 287  | 308  | 302  |
| Mittainvilliers-Vérigny   | 394                      | 398  | 384  | 502  | 562  | 605  | 782  | 719  | 795  | 810  |
| Quelle: Cassini und INSEE |                          |      |      |      |      |      |      |      |      |      |

Die (Gesamt-)Einwohnerzahlen der Gemeinde Mittainvilliers-Vérigny wurden durch Addition der bis Ende 2015 selbständigen Gemeinden ermittelt.